# Saison 2012 de l'ATP
Cet article traite de la saison 2012 masculine. Pour la saison 2012 féminine, voir Saison 2012 de la WTA.
Pour un article plus général, voir 2012 en tennis.
Pour un article plus général, voir ATP World Tour.
Vainqueurs des tournois majeurs
| - 10 ou plus - 5 ou plus - 4 | - 3 - 2 - 1 |

Nombre de tournois ATP par pays en 2012 :

Cet article rassemble les résultats des tournois de tennis masculin de la saison 2012. Celle-ci est constituée de 68 tournois répartis en plusieurs catégories :
- 62 organisés par l'ATP :
  - les Masters 1000, au nombre de 9 ;
  - les ATP 500, au nombre de 11 :
  - les ATP 250, au nombre de 40 ;
  - les ATP World Tour Finals qui réunissent les huit meilleurs joueurs et paires au classement ATP Race en fin de saison ;
  - la World Team Cup (compétition par équipes).
- 6 organisés par l'ITF :
  - les 4 tournois du Grand Chelem ;
  - les Jeux olympiques qui se déroulent à Londres ;
  - la Coupe Davis (compétition par équipes).

La Hopman Cup est une compétition mixte (par équipes), elle est organisée par l'ITF.
En début de saison, Andy Roddick, Juan Carlos Ferrero, Juan Martín del Potro, Lleyton Hewitt, Novak Djokovic, Rafael Nadal et Roger Federer sont les derniers joueurs de l'ère Open ayant remporté un tournoi du Grand chelem encore en activité.

## Résumé de la saison
Novak Djokovic réalise une saison nettement moins dominée que la précédente, mais il accède cependant à 3 des 4 finales en Grand Chelem. Il gagne en début d'année à l'Open d'Australie contre l'Espagnol Rafael Nadal, mais perdra ses deux autres finales à Roland-Garros et à l'US Open où il était pourtant tenant du titre. Il remporte aussi 3 Masters 1000 durant la saison : Miami, Toronto et Shanghai.
Rafael Nadal commence l'année avec une finale atteinte à l'Open d'Australie puis fait une « saison pleine » sur terre battue avec 23 victoires en 24 matchs et remporte ainsi son 8e titre à Monte-Carlo, son 7e à Barcelone et son 6e à Rome, et, dans la continuité, remporte son 7e Roland-Garros en huit ans, aux dépens du Serbe, dépassant ainsi le précédent record de Björn Borg (6). Alors premier à la Race, il est éliminé à la surprise générale au 2e tour du tournoi de Wimbledon. On apprend finalement qu'il était blessé depuis la fin de la tournée sur terre battue, et sa blessure (appelée « maladie de Hoffa ») sera suffisamment grave pour qu'il ne réapparaisse pas sur le circuit en 2012, manquant ainsi les Jeux olympiques, l'US Open et les ATP World Tour Finals.
Roger Federer remporte, quant à lui, son 7e trophée à Wimbledon contre Andy Murray et récupère dans la foulée la place de no 1 mondial. Il remporte cinq autres tournois, dont trois Masters 1000 à Indian Wells, sur la terre battue bleue de Madrid et à Cincinnati. Cependant, devant défendre de nombreux points en fin de saison, il redescend à la 2de place mondiale après la perte de l'Open de Bâle en finale face à Juan Martín del Potro.
2012 est une saison spéciale pour l'Écossais Andy Murray qui, après avoir concédé une quatrième défaite d'affilée en finale de tournoi du Grand Chelem à Wimbledon contre le Suisse, enchaîne ensuite les victoires prestigieuses. En effet, il prend sa revanche sur Federer seulement quelques semaines plus tard, toujours au All England Lawn Tennis and Croquet Club, et remporte ainsi la médaille d'or aux Jeux olympiques, qui plus est à domicile. Ensuite, il remporte son premier tournoi du Grand Chelem à l'US Open face à Novak Djokovic. Mis à part ces deux victoires majeures, il ne remporte qu'un autre tournoi, un ATP 250 Series en tout début d'année.
La saison 2012 de l'ATP est la première depuis 2003 à voir quatre joueurs différents remporter chacun un tournoi du Grand Chelem, et ce sont en plus les 4 premiers au classement ATP. Le Big Four, composé par le Serbe, l'Espagnol, le Suisse et le Britannique, rayonne encore sur le tennis mondial.
David Ferrer atteint deux demi-finales en Grand Chelem à Roland-Garros et à l'US Open, gagne le premier Masters 1000 de sa carrière à Paris-Bercy, deux ATP 500 Series et quatre ATP 250 Series.
Tomáš Berdych atteint une demi-finale en Grand Chelem à l'US Open et gagne deux ATP 250 Series.
Juan Martín del Potro atteint trois quarts de finale en Grand Chelem, gagne un ATP 500 Series et trois ATP 250 Series.
Jo-Wilfried Tsonga atteint une demi-finale en Grand Chelem à Wimbledon et gagne deux ATP 250 Series.
Janko Tipsarević (vainqueur d'un ATP 250 Series) et Richard Gasquet (vainqueur d'un ATP 250 Series) complètent le top 10 de l'année.

## Nouveautés de la saison
- Le calendrier est raccourci de deux semaines pour augmenter la trêve hivernale.
- Dans la catégorie Masters 1000, Masters de Madrid se joue en 2012 sur une terre battue bleue.
- Dans la catégorie ATP 250 :
  - Johannesbourg (dur (int.)) est remplacé par Montpellier (même surface). En conséquence Casablanca devient donc le seul tournoi ATP se déroulant en Afrique.
  - Le Tournoi du Chili retourne à Viña del Mar après deux saisons à Santiago.
  - Le Tournoi du Brésil déménage de Costa do Sauípe à São Paulo et change d'environnement. Se déroulant jusqu'en 2011 en extérieur, comme tout tournoi sur terre battue ; il se joue maintenant en intérieur. C'est le seul tournoi au calendrier proposant des conditions intérieures sur terre battue.
  - Bucarest est avancé dans le calendrier, précédemment joué en septembre, il se tient cette année en avril.

## Classements

### Évolution du top 10
| Rang | Nom                | Points |
| ---- | ------------------ | ------ |
| 1    | Novak Djokovic     | 13630  |
| 2    | Rafael Nadal       | 9595   |
| 3    | Roger Federer      | 8170   |
| 4    | Andy Murray        | 7380   |
| 5    | David Ferrer       | 4925   |
| 6    | Jo-Wilfried Tsonga | 4335   |
| 7    | Tomáš Berdych      | 3700   |
| 8    | Mardy Fish         | 2965   |
| 9    | Janko Tipsarević   | 2595   |
| 10   | Nicolás Almagro    | 2380   |

| Rang | Nom                  | Points |
| ---- | -------------------- | ------ |
| 1    | Bob Bryan            | 9920   |
| 1    | Mike Bryan           | 9920   |
| 3    | Max Mirnyi           | 8210   |
| 3    | Daniel Nestor        | 8210   |
| 5    | Michaël Llodra       | 7500   |
| 5    | Nenad Zimonjić       | 7500   |
| 7    | Mahesh Bhupathi      | 5270   |
| 8    | Leander Paes         | 5170   |
| 9    | Aisam-Ul-Haq Qureshi | 4720   |
| 10   | Philipp Petzschner   | 4605   |

| Rang | Évolution       | Nom                   | Points |
| ---- | --------------- | --------------------- | ------ |
| 1    | en stagnation   | Novak Djokovic        | 12920  |
| 2    | en augmentation | Roger Federer         | 10265  |
| 3    | en augmentation | Andy Murray           | 8000   |
| 4    | en diminution   | Rafael Nadal          | 6690   |
| 5    | en stagnation   | David Ferrer          | 6505   |
| 6    | en augmentation | Tomáš Berdych         | 4680   |
| 7    | en augmentation | Juan Martín del Potro | 4480   |
| 8    | en diminution   | Jo-Wilfried Tsonga    | 3490   |
| 9    | en stagnation   | Janko Tipsarević      | 2990   |
| 10   | en augmentation | Richard Gasquet       | 2515   |

| Rang | Évolution       | Nom               | Points |
| ---- | --------------- | ----------------- | ------ |
| 1    | en stagnation   | Mike Bryan        | 9620   |
| 2    | en diminution   | Bob Bryan         | 9550   |
| 3    | en augmentation | Leander Paes      | 7655   |
| 4    | en augmentation | Radek Štěpánek    | 7340   |
| 5    | en diminution   | Daniel Nestor     | 7150   |
| 6    | en augmentation | Marc López        | 6840   |
| 7    | en diminution   | Max Mirnyi        | 6830   |
| 8    | en augmentation | Robert Lindstedt  | 6000   |
| 9    | en augmentation | Horia Tecău       | 5940   |
| 10   | en augmentation | Marcel Granollers | 5790   |

### Statistiques du top 20
| #  | Joueurs                     | Points | Tournois joués | Classement en 2011 | + élevé | - élevé | Évolution '11>'12 |
| -- | --------------------------- | ------ | -------------- | ------------------ | ------- | ------- | ----------------- |
| 1  | Novak Djokovic (SRB)        | 12 920 | 18             | 1                  | 1       | 2       | =                 |
| 2  | Roger Federer (SUI)         | 10 265 | 21             | 3                  | 1       | 3       | 1                 |
| 3  | Andy Murray (GBR)           | 8 000  | 20             | 4                  | 3       | 4       | 1                 |
| 4  | Rafael Nadal (ESP)          | 6 690  | 18             | 2                  | 2       | 4       | 2                 |
| 5  | David Ferrer (ESP)          | 6 505  | 25             | 5                  | 5       | 6       | =                 |
| 6  | Tomáš Berdych (CZE)         | 4 680  | 24             | 7                  | 6       | 7       | 1                 |
| 7  | Juan Martín del Potro (ARG) | 4 480  | 23             | 11                 | 7       | 12      | 4                 |
| 8  | Jo-Wilfried Tsonga (FRA)    | 3 490  | 26             | 6                  | 5       | 8       | 2                 |
| 9  | Janko Tipsarević (SRB)      | 2 990  | 28             | 9                  | 8       | 10      | =                 |
| 10 | Richard Gasquet (FRA)       | 2 515  | 23             | 19                 | 10      | 22      | 9                 |
| 11 | Nicolás Almagro (ESP)       | 2 515  | 27             | 10                 | 10      | 14      | 1                 |
| 12 | Juan Mónaco (ARG)           | 2 430  | 24             | 26                 | 10      | 29      | 14                |
| 13 | Milos Raonic (CAN)          | 2 380  | 24             | 31                 | 13      | 35      | 16                |
| 14 | John Isner (USA)            | 2 215  | 26             | 18                 | 9       | 18      | 4                 |
| 15 | Marin Čilić (CRO)           | 2 210  | 23             | 21                 | 13      | 25      | 6                 |
| 16 | Gilles Simon (FRA)          | 2 165  | 27             | 12                 | 11      | 20      | 4                 |
| 17 | Stanislas Wawrinka (SUI)    | 1 900  | 22             | 17                 | 16      | 29      | =                 |
| 18 | Alexandr Dolgopolov (UKR)   | 1 855  | 26             | 15                 | 13      | 25      | 3                 |
| 19 | Kei Nishikori (JPN)         | 1 830  | 23             | 25                 | 15      | 26      | 6                 |
| 20 | Philipp Kohlschreiber (GER) | 1 770  | 27             | 43                 | 16      | 43      | 23                |

### Gains en tournois
| #                   | Joueur                      | Simple     | Double   | Total      |
| ------------------- | --------------------------- | ---------- | -------- | ---------- |
| 1                   | Novak Djokovic (SRB)        | $9,949,921 | $3,816   | $9,953,737 |
| 2                   | Roger Federer (SUI)         | $7,424,842 | $0       | $7,424,842 |
| 3                   | Andy Murray (GBR)           | $5,100,272 | $23,958  | $5,124,230 |
| 4                   | Rafael Nadal (ESP)          | $4,867,663 | $129,785 | $4,997,448 |
| 5                   | David Ferrer (ESP)          | $4,015,856 | $25,484  | $4,041,340 |
| 6                   | Juan Martín del Potro (ARG) | $2,769,169 | $5,824   | $2,775,003 |
| 7                   | Tomáš Berdych (CZE)         | $2,555,801 | $38,166  | $2,593,967 |
| 8                   | Jo-Wilfried Tsonga (FRA)    | $2,130,514 | $38,126  | $2,168,640 |
| 9                   | Janko Tipsarević (SRB)      | $1,736,150 | $97,587  | $1,833,737 |
| 10                  | Richard Gasquet (FRA)       | $1,320,368 | $37,309  | $1,357,677 |
| au 12 novembre 2012 |                             |            |          |            |

## Palmarès
| Épreuve          | Or                           | Argent                            | Bronze                           |
| ---------------- | ---------------------------- | --------------------------------- | -------------------------------- |
| Simple messieurs | Andy Murray                  | Roger Federer                     | Juan Martín del Potro            |
| Double messieurs | Bob Bryan Mike Bryan         | Michaël Llodra Jo-Wilfried Tsonga | Julien Benneteau Richard Gasquet |
| Double mixte     | Victoria Azarenka Max Mirnyi | Laura Robson Andy Murray          | Lisa Raymond Mike Bryan          |

| Catégorie                   |
| --------------------------- |
| Grand Chelem                |
| ATP World Tour Finals       |
| ATP World Tour Masters 1000 |
| ATP World Tour 500          |
| ATP World Tour 250          |

### Simple
| No | Date       | Nom et lieu du tournoi                                   | Catégorie     | Dotation       | Surface      | Vainqueur             | Finaliste             | Score                     | [ 1 ]   |
| -- | ---------- | -------------------------------------------------------- | ------------- | -------------- | ------------ | --------------------- | --------------------- | ------------------------- | ------- |
| 1  | 01/01/2012 | Brisbane International, Brisbane                         | ATP 250       | 486,000 $      | Dur (ext.)   | Andy Murray           | Alexandr Dolgopolov   | 6-1, 6-3                  | Tableau |
| 2  | 02/01/2012 | Aircel Chennai Open, Chennai                             | ATP 250       | 450,000 $      | Dur (ext.)   | Milos Raonic          | Janko Tipsarević      | 6-74, 7-64, 7-64          | Tableau |
| 3  | 02/01/2012 | Qatar ExxonMobil Open, Doha                              | ATP 250       | 1 110 250 $    | Dur (ext.)   | Jo-Wilfried Tsonga    | Gaël Monfils          | 7-5, 6-3                  | Tableau |
| 4  | 09/01/2012 | Apia International, Sydney                               | ATP 250       | 486,000 $      | Dur (ext.)   | Jarkko Nieminen       | Julien Benneteau      | 6-2, 7-5                  | Tableau |
| 5  | 09/01/2012 | Heineken Open, Auckland                                  | ATP 250       | 450,000 $      | Dur (ext.)   | David Ferrer          | Olivier Rochus        | 6-3, 6-4                  | Tableau |
| 6  | 16/01/2012 | Australian Open, Melbourne                               | G. Chelem     | 11 806 550 AU$ | Dur (ext.)   | Novak Djokovic        | Rafael Nadal          | 5-7, 6-4, 6-2, 65-7, 7-5  | Tableau |
| 7  | 30/01/2012 | Open Sud de France, Montpellier                          | ATP 250       | 450,000 €      | Dur (int.)   | Tomáš Berdych         | Gaël Monfils          | 6-2, 4-6, 6-3             | Tableau |
| 8  | 30/01/2012 | PBZ Zagreb Indoors, Zagreb                               | ATP 250       | 450,000 €      | Dur (int.)   | Mikhail Youzhny       | Lukáš Lacko           | 6-2, 6-3                  | Tableau |
| 9  | 30/01/2012 | VTR Open, Viña del Mar                                   | ATP 250       | 450,000 $      | Terre (ext.) | Juan Mónaco           | Carlos Berlocq        | 6-3, 61-7, 6-1            | Tableau |
| 10 | 13/02/2012 | ABN AMRO World Tennis Tournament, Rotterdam              | ATP 500       | 1 502 500 €    | Dur (int.)   | Roger Federer         | Juan Martín del Potro | 6-1, 6-4                  | Tableau |
| 11 | 13/02/2012 | Brasil Open, São Paulo                                   | ATP 250       | 532,800 $      | Terre (int.) | Nicolás Almagro       | Filippo Volandri      | 6-3, 4-6, 6-4             | Tableau |
| 12 | 13/02/2012 | SAP Open, San José                                       | ATP 250       | 600,000 $      | Dur (int.)   | Milos Raonic          | Denis Istomin         | 7-63, 6-2                 | Tableau |
| 13 | 20/02/2012 | Open 13, Marseille                                       | ATP 250       | 600,000 $      | Dur (int.)   | Juan Martín del Potro | Michaël Llodra        | 7-63, 6-2                 | Tableau |
| 14 | 20/02/2012 | Regions Morgan Keegan Championships, Memphis             | ATP 500       | 1 281 500 $    | Dur (int.)   | Jürgen Melzer         | Milos Raonic          | 7-5, 7-64                 | Tableau |
| 15 | 20/02/2012 | Copa Claro, Buenos Aires                                 | ATP 250       | 553,100 $      | Terre (ext.) | David Ferrer          | Nicolás Almagro       | 4-6, 6-3, 6-2             | Tableau |
| 16 | 27/02/2012 | Dubai Duty Free Tennis Championships, Dubaï              | ATP 500       | 2 313 975 $    | Dur (ext.)   | Roger Federer         | Andy Murray           | 7-5, 6-4                  | Tableau |
| 17 | 27/02/2012 | International Tennis Championships, Delray Beach         | ATP 250       | 500,000 $      | Dur (ext.)   | Kevin Anderson        | Marinko Matosevic     | 6-4, 7-62                 | Tableau |
| 18 | 27/02/2012 | Abierto Mexicano Telcel, Acapulco                        | ATP 500       | 1 281 500 $    | Terre (ext.) | David Ferrer          | Fernando Verdasco     | 6-1, 6-2                  | Tableau |
| 19 | 08/03/2012 | BNP Paribas Open, Indian Wells                           | Masters 1000  | 5 549 969 $    | Dur (ext.)   | Roger Federer         | John Isner            | 7-67, 6-3                 | Tableau |
| 20 | 21/03/2012 | Sony Open Tennis, Miami                                  | Masters 1000  | 4 828 050 $    | Dur (ext.)   | Novak Djokovic        | Andy Murray           | 6-1, 7-64                 | Tableau |
| 21 | 09/04/2012 | Grand Prix Hassan II, Casablanca                         | ATP 250       | 450,000 €      | Terre (ext.) | Pablo Andújar         | Albert Ramos          | 6-1, 7-65                 | Tableau |
| 22 | 09/04/2012 | U.S. Men's Clay Court Championships, Houston             | ATP 250       | 500,000 $      | Terre (ext.) | Juan Mónaco           | John Isner            | 6-2, 3-6, 6-3             | Tableau |
| 23 | 15/04/2012 | Monte-Carlo Rolex Masters, Monte-Carlo                   | Masters 1000  | 2 227 500 €    | Terre (ext.) | Rafael Nadal          | Novak Djokovic        | 6-3, 6-1                  | Tableau |
| 24 | 23/04/2012 | BRD Nastase Tiriac Trophy, Bucarest                      | ATP 250       | 450,000 €      | Terre (ext.) | Gilles Simon          | Fabio Fognini         | 6-4, 6-3                  | Tableau |
| 25 | 23/04/2012 | Open Banco Sabadell, Barcelone                           | ATP 500       | 2 072 500 €    | Terre (ext.) | Rafael Nadal          | David Ferrer          | 7-61, 7-5                 | Tableau |
| 26 | 30/04/2012 | BMW Open by Atlanticlux, Munich                          | ATP 250       | 450,000 €      | Terre (ext.) | Philipp Kohlschreiber | Marin Čilić           | 7-68, 6-3                 | Tableau |
| 27 | 30/04/2012 | Serbia Open, Belgrade                                    | ATP 250       | 418,700 €      | Terre (ext.) | Andreas Seppi         | Benoît Paire          | 6-3, 6-2                  | Tableau |
| 28 | 30/04/2012 | Estoril Open, Estoril                                    | ATP 250       | 450,000 €      | Terre (ext.) | Juan Martín del Potro | Richard Gasquet       | 6-4, 6-2                  | Tableau |
| 29 | 06/05/2012 | Mutua Madrid Open, Madrid                                | Masters 1000  | 3 973 695 €    | Terre (ext.) | Roger Federer         | Tomáš Berdych         | 3-6, 7-5, 7-5             | Tableau |
| 30 | 13/05/2012 | Internazionali BNL d'Italia, Rome                        | Masters 1000  | 2 950 475 €    | Terre (ext.) | Rafael Nadal          | Novak Djokovic        | 7-5, 6-3                  | Tableau |
| 31 | 20/05/2012 | Open de Nice Côte d'Azur, Nice                           | ATP 250       | 450,000 €      | Terre (ext.) | Nicolás Almagro       | Brian Baker           | 6-3, 6-2                  | Tableau |
| 32 | 27/05/2012 | Roland-Garros, Paris                                     | G. Chelem     | 8 487 000 €    | Terre (ext.) | Rafael Nadal          | Novak Djokovic        | 6-4, 6-3, 2-6, 7-5        | Tableau |
| 33 | 11/06/2012 | Gerry Weber Open, Halle (Westf.)                         | ATP 250       | 750,000 €      | Gazon (ext.) | Tommy Haas            | Roger Federer         | 7-65, 6-4                 | Tableau |
| 34 | 11/06/2012 | AEGON Championships, Londres                             | ATP 250       | 711,550 €      | Gazon (ext.) | Marin Čilić           | David Nalbandian      | 63-7, 4-3 dsq.            | Tableau |
| 35 | 17/06/2012 | UNICEF Open, Bois-le-Duc                                 | ATP 250       | 450,000 €      | Gazon (ext.) | David Ferrer          | Philipp Petzschner    | 6-3, 6-4                  | Tableau |
| 36 | 17/06/2012 | AEGON International, Eastbourne                          | ATP 250       | 455,700 €      | Gazon (ext.) | Andy Roddick          | Andreas Seppi         | 6-3, 6-2                  | Tableau |
| 37 | 25/06/2012 | The Championships, Wimbledon                             | G. Chelem     | 7 285 200 £    | Gazon (ext.) | Roger Federer         | Andy Murray           | 4-6, 7-5, 6-3, 6-4        | Tableau |
| 38 | 09/07/2012 | Campbell's Hall of Fame Tennis Championships, Newport    | ATP 250       | 455,750 $      | Gazon (ext.) | John Isner            | Lleyton Hewitt        | 7-61, 6-4                 | Tableau |
| 39 | 09/07/2012 | Mercedes Cup, Stuttgart                                  | ATP 250       | 410,175 €      | Terre (ext.) | Janko Tipsarević      | Juan Mónaco           | 6-4, 5-7, 6-3             | Tableau |
| 40 | 09/07/2012 | SkiStar Swedish Open, Båstad                             | ATP 250       | 410,175 €      | Terre (ext.) | David Ferrer          | Nicolás Almagro       | 6-2, 6-2                  | Tableau |
| 41 | 09/07/2012 | ATP Vegeta Croatia Open, Umag                            | ATP 250       | 410,175 €      | Terre (ext.) | Marin Čilić           | Marcel Granollers     | 6-4, 6-2                  | Tableau |
| 42 | 16/07/2012 | Bet-at-home Open – German Tennis Championships, Hambourg | ATP 500       | 1 015 000 €    | Terre (ext.) | Juan Mónaco           | Tommy Haas            | 7-5, 6-4                  | Tableau |
| 43 | 16/07/2012 | BB&T Atlanta Open, Atlanta                               | ATP 250       | 546,900 $      | Dur (ext.)   | Andy Roddick          | Gilles Müller         | 1-6, 7-62, 6-2            | Tableau |
| 44 | 16/07/2012 | Crédit Agricole Suisse Open Gstaad, Gstaad               | ATP 250       | 410,175 €      | Terre (ext.) | Thomaz Bellucci       | Janko Tipsarević      | 6-7, 6-4, 6-2             | Tableau |
| 45 | 23/07/2012 | Farmers Classic, Los Angeles                             | ATP 250       | 638,050 $      | Dur (ext.)   | Sam Querrey           | Ričardas Berankis     | 6-0, 6-2                  | Tableau |
| 46 | 22/07/2012 | Bet-at-home.com Cup, Kitzbühel                           | ATP 250       | 410,175 €      | Terre (ext.) | Robin Haase           | Philipp Kohlschreiber | 62-7, 6-3, 6-2            | Tableau |
| 47 | 28/07/2012 | Summer Olympic Tennis Event, Wimbledon                   | J. olympiques | NC $           | Gazon (ext.) | Andy Murray           | Roger Federer         | 6-2, 6-1, 6-4             | Tableau |
| 48 | 30/07/2012 | Citi Open, Washington                                    | ATP 500       | 1 286 260 $    | Dur (ext.)   | Alexandr Dolgopolov   | Tommy Haas            | 67-7, 6-4, 6-1            | Tableau |
| 49 | 06/08/2012 | Coupe Rogers, Toronto                                    | Masters 1000  | 3 218 700 $    | Dur (ext.)   | Novak Djokovic        | Richard Gasquet       | 6-3, 6-2                  | Tableau |
| 50 | 13/08/2012 | Western & Southern Open, Cincinnati                      | Masters 1000  | 3 433 280 $    | Dur (ext.)   | Roger Federer         | Novak Djokovic        | 6-0, 7-67                 | Tableau |
| 51 | 19/08/2012 | Winston-Salem Open, Winston-Salem                        | ATP 250       | 625,000 $      | Dur (ext.)   | John Isner            | Tomáš Berdych         | 3-6, 6-4, 7-69            | Tableau |
| 52 | 27/08/2012 | US Open, Flushing Meadows                                | G. Chelem     | 11 777 000 $   | Dur (ext.)   | Andy Murray           | Novak Djokovic        | 7-610, 7-5, 2-6, 3-6, 6-2 | Tableau |
| 53 | 17/09/2012 | Moselle Open, Metz                                       | ATP 250       | 450,000 €      | Dur (int.)   | Jo-Wilfried Tsonga    | Andreas Seppi         | 6-1, 6-2                  | Tableau |
| 54 | 17/09/2012 | St. Petersburg Open, St. Petersburg                      | ATP 250       | 468,350 $      | Dur (int.)   | Martin Kližan         | Fabio Fognini         | 6-2, 6-3                  | Tableau |
| 55 | 24/09/2012 | PTT Thailand Open, Bangkok                               | ATP 250       | 608,500 $      | Dur (int.)   | Richard Gasquet       | Gilles Simon          | 6-2, 6-1                  | Tableau |
| 56 | 24/09/2012 | Malaysian Open, Kuala Lumpur                             | ATP 250       | 947,750 $      | Dur (int.)   | Juan Mónaco           | Julien Benneteau      | 7-5, 4-6, 6-3             | Tableau |
| 57 | 01/10/2012 | China Open, Pékin                                        | ATP 500       | 3 441 500 $    | Dur (ext.)   | Novak Djokovic        | Jo-Wilfried Tsonga    | 7-64, 6-2                 | Tableau |
| 58 | 01/10/2012 | Rakuten Japan Open, Tokyo                                | ATP 500       | 1 407 065 $    | Dur (ext.)   | Kei Nishikori         | Milos Raonic          | 7-65, 3-6, 6-0            | Tableau |
| 59 | 07/10/2012 | Shanghai Rolex Masters, Shanghai                         | Masters 1000  | 5 891 600 $    | Dur (ext.)   | Novak Djokovic        | Andy Murray           | 5-7, 7-611, 6-3           | Tableau |
| 60 | 15/10/2012 | If Stockholm Open, Stockholm                             | ATP 250       | 550,000 €      | Dur (int.)   | Tomáš Berdych         | Jo-Wilfried Tsonga    | 4-6, 6-4, 6-4             | Tableau |
| 61 | 15/10/2012 | Kremlin Cup, Moscou                                      | ATP 250       | 742,150 $      | Dur (int.)   | Andreas Seppi         | Thomaz Bellucci       | 3-6, 7-63, 6-3            | Tableau |
| 62 | 15/10/2012 | Erste Bank Open, Vienne                                  | ATP 250       | 550,000 €      | Dur (int.)   | Juan Martín del Potro | Grega Žemlja          | 7-5, 6-3                  | Tableau |
| 63 | 22/10/2012 | Valencia Open 500, Valence                               | ATP 500       | 2 086 850 €    | Dur (int.)   | David Ferrer          | Alexandr Dolgopolov   | 6-1, 3-6, 6-4             | Tableau |
| 64 | 22/10/2012 | Swiss Indoors Basel, Bâle                                | ATP 500       | 1 934 300 €    | Dur (int.)   | Juan Martín del Potro | Roger Federer         | 6-4, 65-7, 7-63           | Tableau |
| 65 | 29/10/2012 | BNP Paribas Masters, Paris                               | Masters 1000  | 2 950 475 €    | Dur (int.)   | David Ferrer          | Jerzy Janowicz        | 6-4, 6-3                  | Tableau |
| 66 | 05/11/2012 | Barclays ATP World Tour Finals, Londres                  | Masters       | 5 500 000 £    | Dur (int.)   | Novak Djokovic        | Roger Federer         | 7-66, 7-5                 | Tableau |

### Double
| No | Date        | Nom et lieu du tournoi                                  | Catégorie     | Dotation       | Surface      | Vainqueurs                             | Finalistes                              | Score                     | [ 1 ]   |
| -- | ----------- | ------------------------------------------------------- | ------------- | -------------- | ------------ | -------------------------------------- | --------------------------------------- | ------------------------- | ------- |
| 1  | 01/01/2012  | Brisbane International Brisbane                         | ATP 250       | 486,000 $      | Dur (ext.)   | Max Mirnyi Daniel Nestor               | Jürgen Melzer Philipp Petzschner        | 6-1, 6-2                  | Tableau |
| 2  | 02/01/2012  | Aircel Chennai Open Chennai                             | ATP 250       | 450,000 $      | Dur (ext.)   | Leander Paes Janko Tipsarević          | Jonathan Erlich Andy Ram                | 6-4, 6-4                  | Tableau |
| 3  | 02/01/2012  | Qatar ExxonMobil Open Doha                              | ATP 250       | 1 110 250 $    | Dur (ext.)   | Filip Polášek Lukáš Rosol              | Christopher Kas Philipp Kohlschreiber   | 6-3, 6-4                  | Tableau |
| 4  | 09/01/2012  | Apia International Sydney                               | ATP 250       | 486,000 $      | Dur (ext.)   | Bob Bryan Mike Bryan                   | Matthew Ebden Jarkko Nieminen           | 6-1, 6-4                  | Tableau |
| 5  | 09/01/2012  | Heineken Open Auckland                                  | ATP 250       | 450,000 $      | Dur (ext.)   | Oliver Marach Alexander Peya           | František Čermák Filip Polášek          | 6-3, 6-2                  | Tableau |
| 6  | 16/01/2012  | Australian Open Melbourne                               | G. Chelem     | 11 414 950 AU$ | Dur (ext.)   | Leander Paes Radek Štěpánek            | Bob Bryan Mike Bryan                    | 7-61, 6-2                 | Tableau |
| 7  | 30/01/2012  | Open Sud de France Montpellier                          | ATP 250       | 450,000 €      | Dur (int.)   | Nicolas Mahut Édouard Roger-Vasselin   | Paul Hanley Jamie Murray                | 6-4, 7-64                 | Tableau |
| 8  | 30/01/2012  | PBZ Zagreb Indoors Zagreb                               | ATP 250       | 450,000 €      | Dur (int.)   | Márcos Baghdatís Mikhail Youzhny       | Ivan Dodig Mate Pavić                   | 6-2, 6-2                  | Tableau |
| 9  | 30/01/2012  | VTR Open Viña del Mar                                   | ATP 250       | 450,000 $      | Terre (ext.) | Frederico Gil Daniel Gimeno-Traver     | Pablo Andújar Carlos Berlocq            | 1-6, 7-5, [12-10]         | Tableau |
| 10 | 13/02/2012  | ABN AMRO World Tennis Tournament Rotterdam              | ATP 500       | 1 502 500 €    | Dur (int.)   | Michaël Llodra Nenad Zimonjić          | Robert Lindstedt Horia Tecău            | 4-6, 7-5, [16-14]         | Tableau |
| 11 | 13/02/2012  | Brasil Open São Paulo                                   | ATP 250       | 532,800 $      | Terre (int.) | Eric Butorac Bruno Soares              | Michal Mertiňák André Sá                | 3-6, 6-4, [10-8]          | Tableau |
| 12 | 13/02/2012  | SAP Open San José                                       | ATP 250       | 600,000 $      | Dur (int.)   | Mark Knowles Xavier Malisse            | Kevin Anderson Frank Moser              | 6-4, 1-6, [10-5]          | Tableau |
| 13 | 20/02/2012  | Open 13 Marseille                                       | ATP 250       | 576,000 €      | Dur (int.)   | Nicolas Mahut Édouard Roger-Vasselin   | Dustin Brown Jo-Wilfried Tsonga         | 3-6, 6-3, [10-6]          | Tableau |
| 14 | 20/02/2012  | Regions Morgan Keegan Championships Memphis             | ATP 500       | 1 281 500 $    | Dur (int.)   | Max Mirnyi Daniel Nestor               | Ivan Dodig Marcelo Melo                 | 4-6, 7-5, [10-7]          | Tableau |
| 15 | 20/02/2012  | Copa Claro Buenos Aires                                 | ATP 250       | 553,100 $      | Terre (ext.) | David Marrero Fernando Verdasco        | Michal Mertiňák André Sá                | 6-4, 6-4                  | Tableau |
| 16 | 27/02/2012  | Dubai Duty Free Tennis Championships Dubaï              | ATP 500       | 2 313 975 $    | Dur (ext.)   | Mahesh Bhupathi Rohan Bopanna          | Mariusz Fyrstenberg Marcin Matkowski    | 6-4, 3-6, [10-5]          | Tableau |
| 17 | 27/02/2012  | International Tennis Championships Delray Beach         | ATP 250       | 500,000 $      | Dur (ext.)   | Colin Fleming Ross Hutchins            | Michal Mertiňák André Sá                | 2-6, 7-65, [15-13]        | Tableau |
| 18 | 27/02/2012  | Abierto Mexicano Telcel Acapulco                        | ATP 500       | 1 281 500 $    | Terre (ext.) | David Marrero Fernando Verdasco        | Marcel Granollers Marc López            | 6-3, 6-4                  | Tableau |
| 19 | 08/03/2012  | BNP Paribas Open Indian Wells                           | Masters 1000  | 5 549 969 $    | Dur (ext.)   | Marc López Rafael Nadal                | John Isner Sam Querrey                  | 6-2, 7-63                 | Tableau |
| 20 | 21/03/2012  | Sony Open Tennis Miami                                  | Masters 1000  | 4 828 050 $    | Dur (ext.)   | Leander Paes Radek Štěpánek            | Max Mirnyi Daniel Nestor                | 3-6, 6-1, [10-8]          | Tableau |
| 21 | 09/04/2012  | Grand Prix Hassan II Casablanca                         | ATP 250       | 450,000 €      | Terre (ext.) | Dustin Brown Paul Hanley               | Daniele Bracciali Fabio Fognini         | 7-5, 6-3                  | Tableau |
| 22 | 09/04/2012  | U.S. Men's Clay Court Championships Houston             | ATP 250       | 500,000 $      | Terre (ext.) | James Blake Sam Querrey                | Treat Conrad Huey Dominic Inglot        | 7-614, 6-4                | Tableau |
| 23 | 15/04/2012  | Monte-Carlo Rolex Masters Monte-Carlo                   | Masters 1000  | 2 227 500 €    | Terre (ext.) | Bob Bryan Mike Bryan                   | Max Mirnyi Daniel Nestor                | 6-2, 6-3                  | Tableau |
| 24 | 23/04/2012  | BRD Nastase Tiriac Trophy Bucarest                      | ATP 250       | 450,000 €      | Terre (ext.) | Robert Lindstedt Horia Tecău           | Jérémy Chardy Łukasz Kubot              | 7-62, 6-3                 | Tableau |
| 25 | 23/04/2012  | Open Banco Sabadell Barcelone                           | ATP 500       | 2 072 500 €    | Terre (ext.) | Mariusz Fyrstenberg Marcin Matkowski   | Marcel Granollers Marc López            | 2-6, 7-67, [10-8]         | Tableau |
| 26 | 30/04/2012  | BMW Open by Atlanticlux Munich                          | ATP 250       | 450,000 €      | Terre (ext.) | František Čermák Filip Polášek         | Xavier Malisse Dick Norman              | 6-4, 7-5                  | Tableau |
| 27 | 30/04/2012  | Serbia Open Belgrade                                    | ATP 250       | 418,700 €      | Terre (ext.) | Jonathan Erlich Andy Ram               | Martin Emmrich Andreas Siljeström       | 4-6, 6-2, [10-6]          | Tableau |
| 28 | 30/04/2012  | Estoril Open Estoril                                    | ATP 250       | 450,000 €      | Terre (ext.) | Aisam-Ul-Haq Qureshi Jean-Julien Rojer | Julian Knowle David Marrero             | 7-5, 7-5                  | Tableau |
| 29 | 06/05/2012  | Mutua Madrid Open Madrid                                | Masters 1000  | 3 973 695 €    | Terre (ext.) | Mariusz Fyrstenberg Marcin Matkowski   | Robert Lindstedt Horia Tecău            | 6-3, 6-4                  | Tableau |
| 30 | 13/05/2012  | Internazionali BNL d'Italia Rome                        | Masters 1000  | 2 950 475 €    | Terre (ext.) | Marcel Granollers Marc López           | Łukasz Kubot Janko Tipsarević           | 6-3, 6-2                  | Tableau |
| 31 | 20/05/2012  | Open de Nice Côte d'Azur Nice                           | ATP 250       | 450,000 €      | Terre (ext.) | Bob Bryan Mike Bryan                   | Oliver Marach Filip Polášek             | 7-65, 6-3                 | Tableau |
| 32 | 27/05/2012  | Roland-Garros Paris                                     | G. Chelem     | 7 884 000 €    | Terre (ext.) | Max Mirnyi Daniel Nestor               | Bob Bryan Mike Bryan                    | 6-4, 6-4                  | Tableau |
| 33 | 11/06/2012  | Gerry Weber Open Halle (Westf.)                         | ATP 250       | 750,000 €      | Gazon (ext.) | Aisam-Ul-Haq Qureshi Jean-Julien Rojer | Treat Conrad Huey Scott Lipsky          | 6-3, 6-4                  | Tableau |
| 34 | 11/06/2012  | AEGON Championships Londres                             | ATP 250       | 711,550 €      | Gazon (ext.) | Max Mirnyi Daniel Nestor               | Bob Bryan Mike Bryan                    | 6-3, 6-4                  | Tableau |
| 35 | 17/06/2012  | UNICEF Open Bois-le-Duc                                 | ATP 250       | 450,000 €      | Gazon (ext.) | Robert Lindstedt Horia Tecău           | Juan Sebastián Cabal Dmitri Toursounov  | 6-3, 7-61                 | Tableau |
| 36 | 17/06/2012  | AEGON International Eastbourne                          | ATP 250       | 455,700 €      | Gazon (ext.) | Colin Fleming Ross Hutchins            | Jamie Delgado Ken Skupski               | 6-4, 6-3                  | Tableau |
| 37 | 25/06/2012  | The Championships Wimbledon                             | G. Chelem     | 6 631 000 £    | Gazon (ext.) | Jonathan Marray Frederik Nielsen       | Robert Lindstedt Horia Tecău            | 4-6, 6-4, 7-65, 65-7, 6-3 | Tableau |
| 38 | 09/07/2012  | Campbell's Hall of Fame Tennis Championships Newport    | ATP 250       | 455,750 $      | Gazon (ext.) | Santiago González Scott Lipsky         | Colin Fleming Ross Hutchins             | 7-63, 6-3                 | Tableau |
| 39 | 09/07 /2012 | Mercedes Cup Stuttgart                                  | ATP 250       | 410,175 €      | Terre (ext.) | Jérémy Chardy Łukasz Kubot             | Michal Mertiňák André Sá                | 6-1, 6-3                  | Tableau |
| 40 | 09/07/2012  | SkiStar Swedish Open Båstad                             | ATP 250       | 410,175 €      | Terre (ext.) | Robert Lindstedt Horia Tecău           | Alexander Peya Bruno Soares             | 6-3, 7-65                 | Tableau |
| 41 | 09/07/2012  | ATP Vegeta Croatia Open Umag                            | ATP 250       | 410,175 €      | Terre (ext.) | David Marrero Fernando Verdasco        | Marcel Granollers Marc López            | 6-3, 7-64                 | Tableau |
| 42 | 16/07 /2012 | Bet-at-home Open – German Tennis Championships Hambourg | ATP 500       | 1 015 000 €    | Terre (ext.) | David Marrero Fernando Verdasco        | Rogério Dutra Silva D. Muñoz de la Nava | 6-4, 6-3                  | Tableau |
| 43 | 16/07/2012  | BB&T Atlanta Open Atlanta                               | ATP 250       | 546,900 $      | Dur (ext.)   | Matthew Ebden Ryan Harrison            | Xavier Malisse Michael Russell          | 6-3, 3-6, [10-6]          | Tableau |
| 44 | 16/07/2012  | Crédit Agricole Suisse Open Gstaad Gstaad               | ATP 250       | 410,175 €      | Terre (ext.) | Marcel Granollers Marc López           | Robert Farah Santiago Giraldo           | 6-4, 7-69                 | Tableau |
| 45 | 22/07/2012  | Bet-at-home.com Cup Kitzbühel                           | ATP 250       | 410,175 €      | Terre (ext.) | František Čermák Julian Knowle         | Dustin Brown Paul Hanley                | 7-64, 3-6, [12-10]        | Tableau |
| 46 | 23/07/2012  | Farmers Classic Los Angeles                             | ATP 250       | 638,050 $      | Dur (ext.)   | Ruben Bemelmans Xavier Malisse         | Jamie Delgado Ken Skupski               | 7-65, 4-6, [10-7]         | Tableau |
| 47 | 28/07/2012  | Summer Olympic Tennis Event Wimbledon                   | J. olympiques | NC $           | Gazon (ext.) | Bob Bryan · Mike Bryan                 | Jo-Wilfried Tsonga · Michaël Llodra     | 6-4, 7-62                 | Tableau |
| 48 | 30/07/2012  | Citi Open Washington                                    | ATP 500       | 1 286 260 $    | Dur (ext.)   | Treat Conrad Huey Dominic Inglot       | Kevin Anderson Sam Querrey              | 7-67, 69-7, [10-5]        | Tableau |
| 49 | 06/08/2012  | Coupe Rogers Toronto                                    | Masters 1000  | 3 218 700 $    | Dur (ext.)   | Bob Bryan Mike Bryan                   | Marcel Granollers Marc López            | 6-1, 4-6, [12-10]         | Tableau |
| 50 | 13/08/2012  | Western & Southern Open Cincinnati                      | Masters 1000  | 3 433 280 $    | Dur (ext.)   | Robert Lindstedt Horia Tecău           | Mahesh Bhupathi Rohan Bopanna           | 6-4, 6-4                  | Tableau |
| 51 | 19/08/2012  | Winston-Salem Open Winston-Salem                        | ATP 250       | 625,000 $      | Dur (ext.)   | Santiago González Scott Lipsky         | Pablo Andújar Leonardo Mayer            | 6-3, 4-6, [10-2]          | Tableau |
| 52 | 27/08/2012  | US Open Flushing Meadows                                | G. Chelem     | 10 768 000 $   | Dur (ext.)   | Bob Bryan Mike Bryan                   | Leander Paes Radek Štěpánek             | 6-3, 6-4                  | Tableau |
| 53 | 17/09/2012  | Open de Moselle Metz                                    | ATP 250       | 450,000 €      | Dur (int.)   | Nicolas Mahut Édouard Roger-Vasselin   | Johan Brunström Frederik Nielsen        | 7-63, 6-4                 | Tableau |
| 54 | 17/09/2012  | St. Petersburg Open St. Petersburg                      | ATP 250       | 468,350 $      | Dur (int.)   | Rajeev Ram Nenad Zimonjić              | Lukáš Lacko Igor Zelenay                | 6-2, 4-6, [10-6]          | Tableau |
| 55 | 24/09/2012  | PTT Thailand Open Bangkok                               | ATP 250       | 608,500 $      | Dur (int.)   | Lu Yen-hsun Danai Udomchoke            | Eric Butorac Paul Hanley                | 6-3, 6-4                  | Tableau |
| 56 | 24/09/2012  | Malaysian Open Kuala Lumpur                             | ATP 250       | 947,750 $      | Dur (int.)   | Alexander Peya Bruno Soares            | Colin Fleming Ross Hutchins             | 5-7, 7-5, [10-7]          | Tableau |
| 57 | 01/10/2012  | China Open Pékin                                        | ATP 500       | 3 441 500 $    | Dur (ext.)   | Bob Bryan Mike Bryan                   | Carlos Berlocq Denis Istomin            | 6-3, 6-2                  | Tableau |
| 58 | 01/10/2012  | Rakuten Japan Open Tokyo                                | ATP 500       | 1 407 065 $    | Dur (ext.)   | Alexander Peya Bruno Soares            | Leander Paes Radek Štěpánek             | 6-3, 7-65                 | Tableau |
| 59 | 07/10/2012  | Shanghai Rolex Masters Shanghai                         | Masters 1000  | 5 891 600 $    | Dur (ext.)   | Leander Paes Radek Štěpánek            | Mahesh Bhupathi Rohan Bopanna           | 6-77, 6-3, [10-5]         | Tableau |
| 60 | 15/10/2012  | If Stockholm Open Stockholm                             | ATP 250       | 550,000 €      | Dur (int.)   | Marcelo Melo Bruno Soares              | Robert Lindstedt Nenad Zimonjić         | 6-74, 7-5, [10-6]         | Tableau |
| 61 | 15/10/2012  | Kremlin Cup Moscou                                      | ATP 250       | 742,150 $      | Dur (int.)   | František Čermák Michal Mertiňák       | Simone Bolelli Daniele Bracciali        | 7-5, 6-3                  | Tableau |
| 62 | 15/10/2012  | Erste Bank Open Vienne                                  | ATP 250       | 550,000 €      | Dur (int.)   | Andre Begemann Martin Emmrich          | Julian Knowle Filip Polášek             | 6-4, 3-6, [10-4]          | Tableau |
| 63 | 22/10/2012  | Valencia Open 500 Valence                               | ATP 500       | 2 086 850 €    | Dur (int.)   | Alexander Peya Bruno Soares            | David Marrero Fernando Verdasco         | 6-3, 6-2                  | Tableau |
| 64 | 22/10/2012  | Swiss Indoors Basel Bâle                                | ATP 500       | 1 934 300 €    | Dur (int.)   | Daniel Nestor Nenad Zimonjić           | Treat Conrad Huey Dominic Inglot        | 7-5, 6-74, [10-5]         | Tableau |
| 65 | 29/10/2012  | BNP Paribas Masters Paris                               | Masters 1000  | 2 950 475 €    | Dur (int.)   | Mahesh Bhupathi Rohan Bopanna          | Aisam-Ul-Haq Qureshi Jean-Julien Rojer  | 7-66, 6-3                 | Tableau |
| 66 | 05/11/2012  | Barclays ATP World Tour Finals Londres                  | Masters       | 5 500 000 £    | Dur (int.)   | Marcel Granollers Marc López           | Mahesh Bhupathi Rohan Bopanna           | 7-5, 3-6, [10-3]          | Tableau |

### Double mixte
| No | Date       | Nom et lieu du tournoi                | Catégorie     | Dotation       | Surface      | Vainqueurs                        | Finalistes                             | Score              |         |
| -- | ---------- | ------------------------------------- | ------------- | -------------- | ------------ | --------------------------------- | -------------------------------------- | ------------------ | ------- |
| 1  | 16/01/2012 | Australian Open Melbourne             | G. Chelem     | 11 806 550 AU$ | Dur (ext.)   | Bethanie Mattek-Sands Horia Tecău | Elena Vesnina Leander Paes             | 6-3, 5-7, [10-3]   | Tableau |
| 2  | 27/05/2012 | Roland-Garros Paris                   | G. Chelem     | 8 487 000 €    | Terre (ext.) | Sania Mirza Mahesh Bhupathi       | Klaudia Jans-Ignacik Santiago González | 7-63, 6-1          | Tableau |
| 3  | 25/06/2012 | The Championships Wimbledon           | G. Chelem     | 7 285 200 £    | Gazon (ext.) | Lisa Raymond Mike Bryan           | Elena Vesnina Leander Paes             | 6-3, 5-7, 6-4      | Tableau |
| 4  | 28/07/2012 | Summer Olympic Tennis Event Wimbledon | J. olympiques | NC $           | Gazon (ext.) | Victoria Azarenka · Max Mirnyi    | Laura Robson · Andy Murray             | 2-6, 6-3, [10-8]   | Tableau |
| 5  | 27/08/2012 | US Open Flushing Meadows              | G. Chelem     | NC $           | Dur (ext.)   | Ekaterina Makarova Bruno Soares   | Květa Peschke Marcin Matkowski         | 6-78, 6-1, [12-10] | Tableau |

### Compétitions par équipes
| | Espagne | 2                              | - | 3  | République tchèque |    |   |
| --- | ------- | ------------------------------ | - | -- | ------------------ | -- | - |
| O2 Arena, Prague, République tchèque |         |                                |   |    |                    |    |   |
| du 16 au 18 novembre 2012 sur dur (int.) |         |                                |   |    |                    |    |   |
| \| 1 \| \| David Ferrer \| 6 \| 6 \| 6 \| \| \| \| 1 \| \| Radek Štěpánek \| 3 \| 4 \| 4 \| \| \| \| 2 \| \| Nicolás Almagro \| 3 \| 6 \| 3 \| 7 \| 3 \| \| 2 \| \| Tomáš Berdych \| 6 \| 3 \| 6 \| 65 \| 6 \| \| 3 \| \| Marcel Granollers - Marc López \| 6 \| 5 \| 5 \| 3 \| \| \| 3 \| \| T. Berdych - R. Štěpánek \| 3 \| 7 \| 7 \| 6 \| \| \| \| \| \| \| \| \| \| \| \| 4 \| \| David Ferrer \| 6 \| 6 \| 7 \| \| \| \| 4 \| \| Tomáš Berdych \| 2 \| 3 \| 5 \| \| \| \| \| \| \| \| \| \| \| \| \| 5 \| \| Nicolás Almagro \| 4 \| 60 \| 6 \| 3 \| \| \| 5 \| \| Radek Štěpánek \| 6 \| 7 \| 3 \| 6 \| \| \| \| \| \| \| \| \| \| \| |         |                                |   |    |                    |    |   |
| 1 |         | David Ferrer                   | 6 | 6  | 6                  |    |   |
| 1 |         | Radek Štěpánek                 | 3 | 4  | 4                  |    |   |
| 2 |         | Nicolás Almagro                | 3 | 6  | 3                  | 7  | 3 |
| 2 |         | Tomáš Berdych                  | 6 | 3  | 6                  | 65 | 6 |
| 3 |         | Marcel Granollers - Marc López | 6 | 5  | 5                  | 3  |   |
| 3 |         | T. Berdych - R. Štěpánek       | 3 | 7  | 7                  | 6  |   |
| |         |                                |   |    |                    |    |   |
| 4 |         | David Ferrer                   | 6 | 6  | 7                  |    |   |
| 4 |         | Tomáš Berdych                  | 2 | 3  | 5                  |    |   |
| |         |                                |   |    |                    |    |   |
| 5 |         | Nicolás Almagro                | 4 | 60 | 6                  | 3  |   |
| 5 |         | Radek Štěpánek                 | 6 | 7  | 3                  | 6  |   |
| |         |                                |   |    |                    |    |   |

| 1 |  | David Ferrer                   | 6 | 6  | 6 |    |   |
| 1 |  | Radek Štěpánek                 | 3 | 4  | 4 |    |   |
| 2 |  | Nicolás Almagro                | 3 | 6  | 3 | 7  | 3 |
| 2 |  | Tomáš Berdych                  | 6 | 3  | 6 | 65 | 6 |
| 3 |  | Marcel Granollers - Marc López | 6 | 5  | 5 | 3  |   |
| 3 |  | T. Berdych - R. Štěpánek       | 3 | 7  | 7 | 6  |   |
|   |  |                                |   |    |   |    |   |
| 4 |  | David Ferrer                   | 6 | 6  | 7 |    |   |
| 4 |  | Tomáš Berdych                  | 2 | 3  | 5 |    |   |
|   |  |                                |   |    |   |    |   |
| 5 |  | Nicolás Almagro                | 4 | 60 | 6 | 3  |   |
| 5 |  | Radek Štěpánek                 | 6 | 7  | 3 | 6  |   |
|   |  |                                |   |    |   |    |   |

|  | Équipe 1     | Score | Équipe 2 |  |
|  | Rép. tchèque | 2 – 0 | France   |  |

| Ordre des matchs | Joueurs                          | Points au premier set | Points au second set | Points au troisième set |
| ---------------- | -------------------------------- | --------------------- | -------------------- | ----------------------- |
| 1                | Petra Kvitová                    | 7                     | 6                    |                         |
| 1                | Marion Bartoli                   | 5                     | 1                    |                         |
|                  |                                  |                       |                      |                         |
| 2                | Tomáš Berdych                    | 7                     | 6                    |                         |
| 2                | Richard Gasquet                  | 60                    | 4                    |                         |
|                  |                                  |                       |                      |                         |
| 3 (sans enjeu)   | Petra Kvitová - Tomáš Berdych    | Non                   | joué                 |                         |
| 3 (sans enjeu)   | Marion Bartoli - Richard Gasquet |                       |                      |                         |

|  | Équipe 1 | Score | Équipe 2     |  |
|  | Serbie   | 3 – 0 | Rép. tchèque |  |

| Ordre des matchs | Joueurs                           | Points au premier set | Points au second set | Points au troisième set |
| ---------------- | --------------------------------- | --------------------- | -------------------- | ----------------------- |
| 1                | Janko Tipsarević                  | 7                     | 7                    |                         |
| 1                | Tomáš Berdych                     | 5                     | 68                   |                         |
|                  |                                   |                       |                      |                         |
| 2                | Viktor Troicki                    | 2                     | 6                    | 6                       |
| 2                | Radek Štěpánek                    | 6                     | 4                    | 3                       |
|                  |                                   |                       |                      |                         |
| 3 (sans enjeu)   | Janko Tipsarević - Nenad Zimonjić | 6                     | 6                    |                         |
| 3 (sans enjeu)   | Tomáš Berdych - František Čermák  | 3                     | 1                    |                         |

## Informations statistiques
Les tournois sont listés par ordre chronologique. Mikhail Youzhny remporte Zagreb en simple et en double.

### En simple
| Joueur                | Nombre | Titres                                                                      |
| David Ferrer          | 7      | Auckland, Buenos Aires, Acapulco, Bois-le-Duc, Båstad, Valence, Paris-Bercy |
| Roger Federer         | 6      | Rotterdam, Dubaï, Indian Wells, Madrid, Wimbledon, Cincinnati               |
| Novak Djokovic        | 6      | Open d'Australie, Miami, Canada, Pékin, Shanghai, Masters de Londres        |
| Rafael Nadal          | 4      | Monte-Carlo, Barcelone, Rome, Roland-Garros                                 |
| Juan Martín del Potro | 4      | Marseille, Estoril, Vienne, Bâle                                            |
| Juan Mónaco           | 4      | Viña del Mar, Houston, Hambourg, Kuala Lumpur                               |
| Andy Murray           | 3      | Brisbane, Jeux Olympiques, US Open                                          |
| Tomáš Berdych         | 2      | Montpellier, Stockholm                                                      |
| Nicolás Almagro       | 2      | São Paulo, Nice                                                             |
| Marin Čilić           | 2      | Queen's, Umag                                                               |
| Milos Raonic          | 2      | Chennai, San José                                                           |
| Andy Roddick          | 2      | Eastbourne, Atlanta                                                         |
| John Isner            | 2      | Newport, Winston-Salem                                                      |
| Jo-Wilfried Tsonga    | 2      | Doha, Metz                                                                  |
| Andreas Seppi         | 2      | Belgrade, Moscou                                                            |
| Kevin Anderson        | 1      | Delray Beach                                                                |
| Pablo Andújar         | 1      | Casablanca                                                                  |
| Tommy Haas            | 1      | Halle                                                                       |
| Philipp Kohlschreiber | 1      | Munich                                                                      |
| Jürgen Melzer         | 1      | Memphis                                                                     |
| Jarkko Nieminen       | 1      | Sydney                                                                      |
| Gilles Simon          | 1      | Bucarest                                                                    |
| Janko Tipsarević      | 1      | Stuttgart                                                                   |
| Mikhail Youzhny       | 1      | Zagreb                                                                      |
| Thomaz Bellucci       | 1      | Gstaad                                                                      |
| Sam Querrey           | 1      | Los Angeles                                                                 |
| Robin Haase           | 1      | Kitzbühel                                                                   |
| Alexandr Dolgopolov   | 1      | Washington                                                                  |
| Martin Kližan         | 1      | St. Petersbourg                                                             |
| Richard Gasquet       | 1      | Bangkok                                                                     |
| Kei Nishikori         | 1      | Tokyo                                                                       |

| Joueur        | Début de carrière | Premier titre  |
| Martin Kližan | 2007              | St. Petersburg |

#### Titres par nation
| Pays           | Nombre | Titres |
| Espagne        | 14     | Auckland, São Paulo, Buenos Aires, Acapulco, Casablanca, Monte-Carlo, Barcelone, Rome, Nice, Roland-Garros, Bois-le-Duc, Båstad, Valence, Paris-Bercy |
| Argentine      | 8      | Viña del Mar, Marseille, Houston, Estoril, Hambourg, Kuala Lumpur, Vienne, Bâle                                                                       |
| Serbie         | 7      | Open d'Australie, Miami, Stuttgart, Canada, Pékin, Shanghai, Masters de Londres                                                                       |
| Suisse         | 6      | Rotterdam, Dubaï, Indian Wells, Madrid, Wimbledon, Cincinnati                                                                                         |
| États-Unis     | 5      | Eastbourne, Newport, Atlanta, Los Angeles, Winston-Salem                                                                                              |
| France         | 4      | Doha, Bucarest, Metz, Bangkok |
| Royaume-Uni    | 3      | Brisbane, Jeux Olympiques, US Open |
| Allemagne      | 2      | Munich, Halle |
| Canada         | 2      | Chennai, San José |
| Croatie        | 2      | Queen's, Umag |
| Italie         | 2      | Belgrade, Moscou |
| Tchéquie       | 2      | Montpellier, Stockholm |
| Afrique du Sud | 1      | Delray Beach |
| Autriche       | 1      | Memphis |
| Finlande       | 1      | Sydney |
| Russie         | 1      | Zagreb |
| Brésil         | 1      | Gstaad |
| Pays-Bas       | 1      | Kitzbühel |
| Ukraine        | 1      | Washington |
| Slovaquie      | 1      | St. Petersburg |
| Japon          | 1      | Tokyo |

#### Titres par surface et par nation
| Nation         | Nombre | Titres                                                               |
| Serbie         | 6      | Open d'Australie, Miami, Canada, Pékin, Shanghai, Masters de Londres |
| Suisse         | 4      | Rotterdam, Dubaï, Indian Wells, Cincinnati                           |
| Argentine      | 4      | Marseille, Kuala Lumpur, Vienne, Bâle                                |
| Espagne        | 3      | Auckland, Valence, Paris-Bercy                                       |
| États-Unis     | 3      | Atlanta, Los Angeles, Winston-Salem                                  |
| France         | 3      | Doha, Metz, Bangkok                                                  |
| Royaume-Uni    | 2      | Brisbane, US Open                                                    |
| Tchéquie       | 2      | Montpellier, Stockholm                                               |
| Canada         | 2      | Chennai, San José                                                    |
| Afrique du Sud | 1      | Delray Beach                                                         |
| Autriche       | 1      | Memphis                                                              |
| Finlande       | 1      | Sydney                                                               |
| Russie         | 1      | Zagreb                                                               |
| Ukraine        | 1      | Washington                                                           |
| Slovaquie      | 1      | St. Petersburg                                                       |
| Japon          | 1      | Tokyo                                                                |
| Italie         | 1      | Moscou                                                               |

| Nation    | Nombre | Titres                                                                                                   |
| Espagne   | 10     | São Paulo, Buenos Aires, Acapulco, Casablanca, Monte-Carlo, Barcelone, Rome, Nice, Roland Garros, Båstad |
| Argentine | 4      | Viña del Mar, Houston, Estoril, Hambourg                                                                 |
| Allemagne | 1      | Munich                                                                                                   |
| France    | 1      | Bucarest                                                                                                 |
| Italie    | 1      | Belgrade                                                                                                 |
| Suisse    | 1      | Madrid                                                                                                   |
| Serbie    | 1      | Stuttgart                                                                                                |
| Croatie   | 1      | Umag |
| Brésil    | 1      | Gstaad                                                                                                   |
| Pays-Bas  | 1      | Kitzbühel                                                                                                |

| Nation      | Nombre | Titres              |
| États-Unis  | 2      | Eastbourne, Newport |
| Suisse      | 1      | Wimbledon           |
| Allemagne   | 1      | Halle               |
| Croatie     | 1      | Queen's             |
| Espagne     | 1      | Bois-le-Duc         |
| Royaume-Uni | 1      | Jeux Olympiques     |

### En double
| Joueurs                | Nombre | Titres                                                             |
| Bob Bryan              | 7      | Sydney, Monte-Carlo, Nice, Jeux Olympiques, Canada, US Open, Pékin |
| Mike Bryan             | 7      | Sydney, Monte-Carlo, Nice, Jeux Olympiques, Canada, US Open, Pékin |
| Daniel Nestor          | 5      | Brisbane, Memphis, Roland-Garros, Queen's, Bâle                    |
| Bruno Soares           | 5      | São Paulo, Kuala Lumpur, Tokyo, Stockholm, Valence                 |
| Robert Lindstedt       | 4      | Bucarest, Bois-le-Duc, Båstad, Cincinnati                          |
| Marc López             | 4      | Indian Wells, Rome, Gstaad, Masters                                |
| David Marrero          | 4      | Buenos Aires, Acapulco, Umag, Hambourg                             |
| Max Mirnyi             | 4      | Brisbane, Memphis, Roland-Garros, Queen's                          |
| Leander Paes           | 4      | Chennai, Australian Open, Miami, Shanghai                          |
| Alexander Peya         | 4      | Auckland, Kuala Lumpur, Tokyo, Valence                             |
| Horia Tecău            | 4      | Bucarest, Bois-le-Duc, Båstad, Cincinnati                          |
| Fernando Verdasco      | 4      | Buenos Aires, Acapulco, Umag, Hambourg                             |
| Radek Štěpánek         | 3      | Australian Open, Miami, Shanghai                                   |
| Nicolas Mahut          | 3      | Montpellier, Marseille, Metz                                       |
| Édouard Roger-Vasselin | 3      | Montpellier, Marseille, Metz                                       |
| Marcel Granollers      | 3      | Rome, Gstaad, Masters                                              |
| Nenad Zimonjić         | 3      | Rotterdam, St. Petersburg, Bâle                                    |
| František Čermák       | 3      | Munich, Kitzbühel, Moscou                                          |
| Mariusz Fyrstenberg    | 2      | Barcelone, Madrid                                                  |
| Marcin Matkowski       | 2      | Barcelone, Madrid                                                  |
| Mahesh Bhupathi        | 2      | Dubaï, Paris-Bercy                                                 |
| Rohan Bopanna          | 2      | Dubaï, Paris-Bercy                                                 |
| Colin Fleming          | 2      | Delray Beach, Eastbourne                                           |
| Ross Hutchins          | 2      | Delray Beach, Eastbourne                                           |
| Aisam-Ul-Haq Qureshi   | 2      | Estoril, Halle                                                     |
| Jean-Julien Rojer      | 2      | Estoril, Halle                                                     |
| Santiago González      | 2      | Newport, Winston-Salem                                             |
| Scott Lipsky           | 2      | Newport, Winston-Salem                                             |
| Filip Polášek          | 2      | Doha, Munich                                                       |
| Xavier Malisse         | 2      | San José, Los Angeles                                              |

| Joueur                 | Début de carrière | Premier titre |
| Márcos Baghdatís       | 2004              | Zagreb        |
| Andre Begemann         | 2008              | Vienne        |
| Ruben Bemelmans        | 2005              | Los Angeles   |
| Martin Emmrich         | 2001              | Vienne        |
| Frederico Gil          | 2003              | Viña del Mar  |
| Daniel Gimeno-Traver   | 2004              | Viña del Mar  |
| Treat Conrad Huey      | 2008              | Washington    |
| Dominic Inglot         | 2004              | Washington    |
| Jonathan Marray        | 2000              | Wimbledon     |
| Frederik Nielsen       | 2001              | Wimbledon     |
| Édouard Roger-Vasselin | 2001              | Montpellier   |
| Lukáš Rosol            | 2004              | Doha          |
| Janko Tipsarević       | 2002              | Chennai       |
| Danai Udomchoke        | 1997              | Bangkok       |

#### Titres par nation
| Pays           | Nombre | Titres |
| États-Unis     | 13     | Sydney, São Paulo, Houston, Monte-Carlo, Nice, Newport, Atlanta, Jeux Olympiques, Canada, Winston-Salem, US Open, St. Petersburg, Pékin |
| Espagne        | 8      | Viña del Mar, Buenos Aires, Acapulco, Indian Wells, Rome, Umag, Hambourg, Gstaad                                                        |
| Tchéquie       | 7      | Doha, Open d'Australie, Miami, Munich, Kitzbühel, Shanghai, Moscou                                                                      |
| Inde           | 6      | Chennai, Open d'Australie, Dubaï, Miami, Shanghai, Paris-Bercy                                                                          |
| Canada         | 5      | Brisbane, Memphis, Roland-Garros, Queen's, Bâle                                                                                         |
| Brésil         | 5      | São Paulo, Kuala Lumpur, Tokyo, Stockholm, Valence                                                                                      |
| Autriche       | 5      | Auckland, Kitzbühel, Kuala Lumpur, Tokyo, Valence                                                                                       |
| France         | 5      | Montpellier, Rotterdam, Marseille, Stuttgart, Metz                                                                                      |
| Biélorussie    | 4      | Brisbane, Memphis, Roland-Garros, Queen's                                                                                               |
| Royaume-Uni    | 4      | Delray Beach, Eastbourne, Wimbledon, Washington                                                                                         |
| Roumanie       | 4      | Bucarest, Bois-le-Duc, Båstad, Cincinnati                                                                                               |
| Suède          | 4      | Bucarest, Bois-le-Duc, Båstad, Cincinnati                                                                                               |
| Serbie         | 4      | Chennai, Rotterdam, St. Petersburg, Bâle                                                                                                |
| Pologne        | 3      | Barcelone, Madrid, Stuttgart |
| Slovaquie      | 3      | Doha, Munich, Moscou |
| Pays-Bas       | 2      | Estoril, Halle |
| Pakistan       | 2      | Estoril, Halle |
| Australie      | 2      | Casablanca, Atlanta |
| Belgique       | 2      | San José, Los Angeles |
| Mexique        | 2      | Newport, Winston-Salem |
| Allemagne      | 2      | Casablanca, Vienne |
| Bahamas        | 1      | San José |
| Chypre         | 1      | Zagreb |
| Israël         | 1      | Belgrade |
| Portugal       | 1      | Viña del Mar |
| Russie         | 1      | Zagreb |
| Danemark       | 1      | Wimbledon |
| Philippines    | 1      | Washington |
| Taipei chinois | 1      | Bangkok |
| Thaïlande      | 1      | Bangkok |

### Retrait du circuit
- Fernando González
- Ivan Ljubičić
- Arnaud Clément
- Andy Roddick
- Mark Knowles
- Rainer Schüttler
- Juan Carlos Ferrero
- Juan Ignacio Chela